# HD 31253 b
HD 31253 b — экзопланета, открытая астрономом-любителем Питером Яловичором (Peter Jalowiczor).

## История открытия

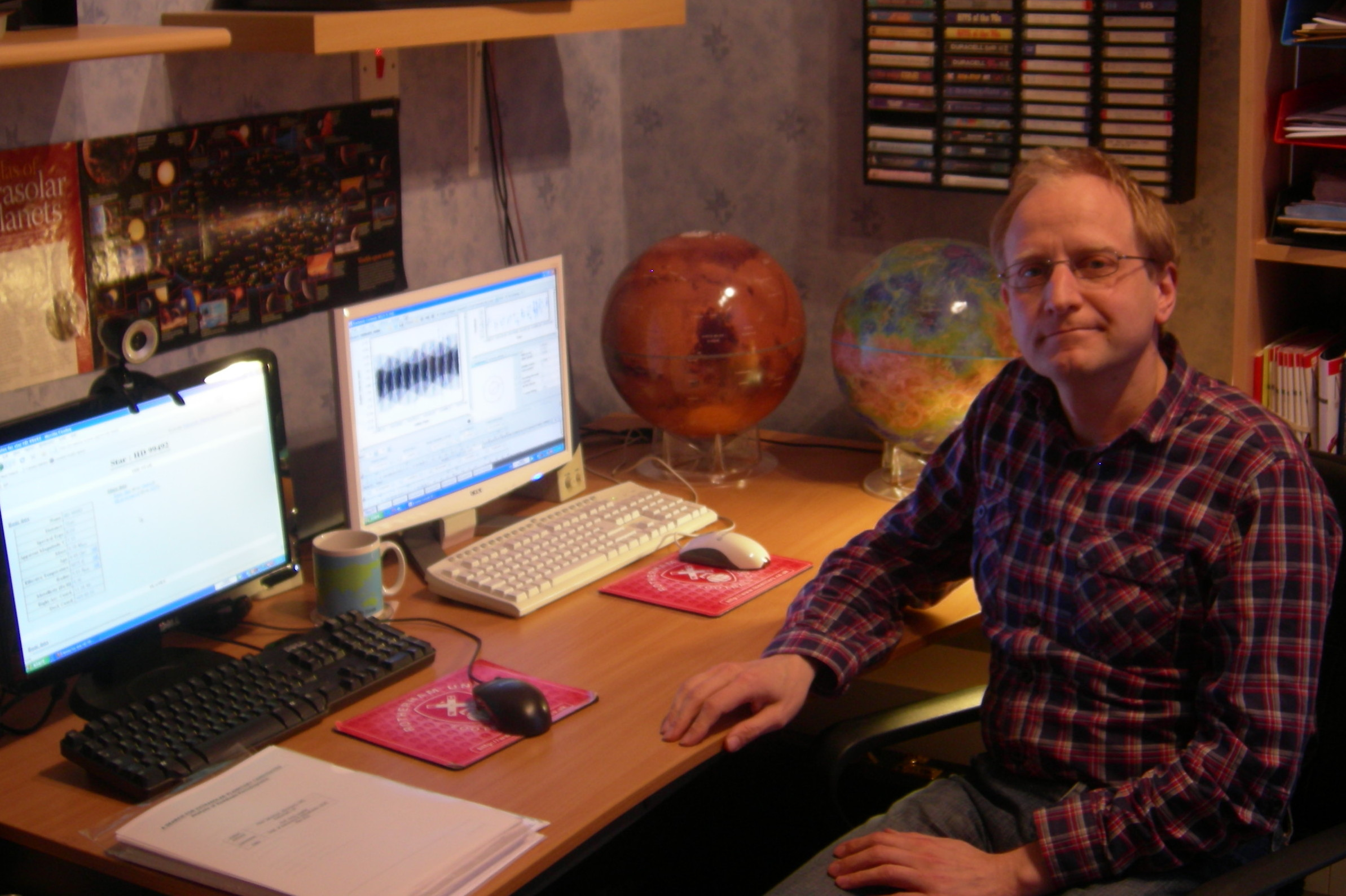
Питер Яловичор в 2010 году

В течение трёх лет астроном-любитель тратил почти все своё свободное время на обработку данных, полученных командой Калифорнийского Университета. Астрономы из этого университета выкладывали тысячи снимков, которые могли использовать любители для своих исследований. Бескорыстность астрономов-профессионалов дала свои плоды, и учёные добавили в каталоги эту и ещё 3 экзопланеты (HD 218566 b, HD 177830 c и HD 99492 c) благодаря работе Питера.
Он искал светила, поведение которых отклоняется от теории, и причиной таких отклонений может быть только существование экзопланет/экзопланеты. Он использовал метод спектроскопии Допплера для обнаружения экзопланет.

## Интересные факты
Это первый случай, когда экзопланету открывает астроном-любитель.
Автор открытия 3 года тратил всё своё свободное время на поиски.